# Max Buchner (Chemiker)

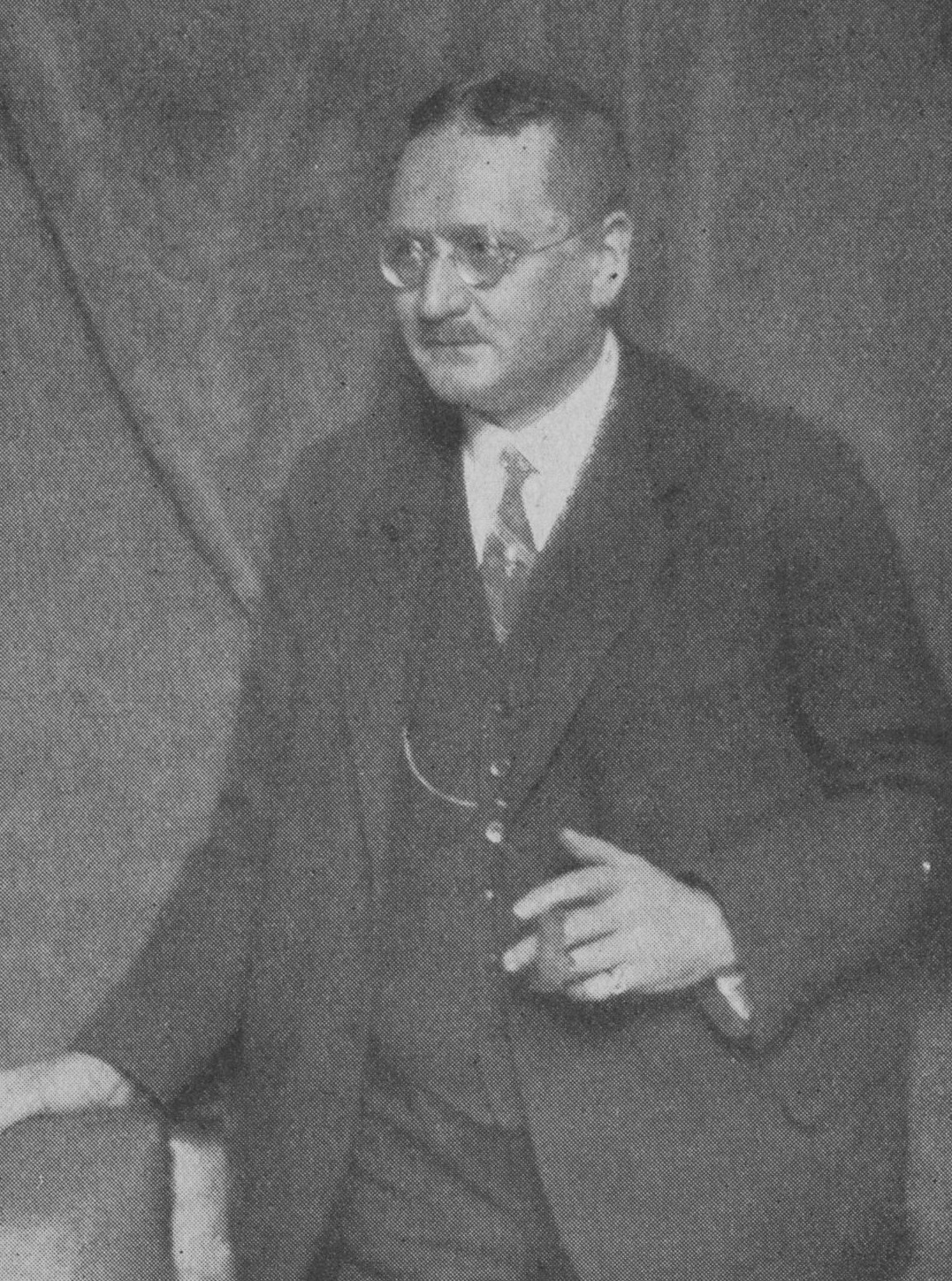
Max Buchner, um 1926

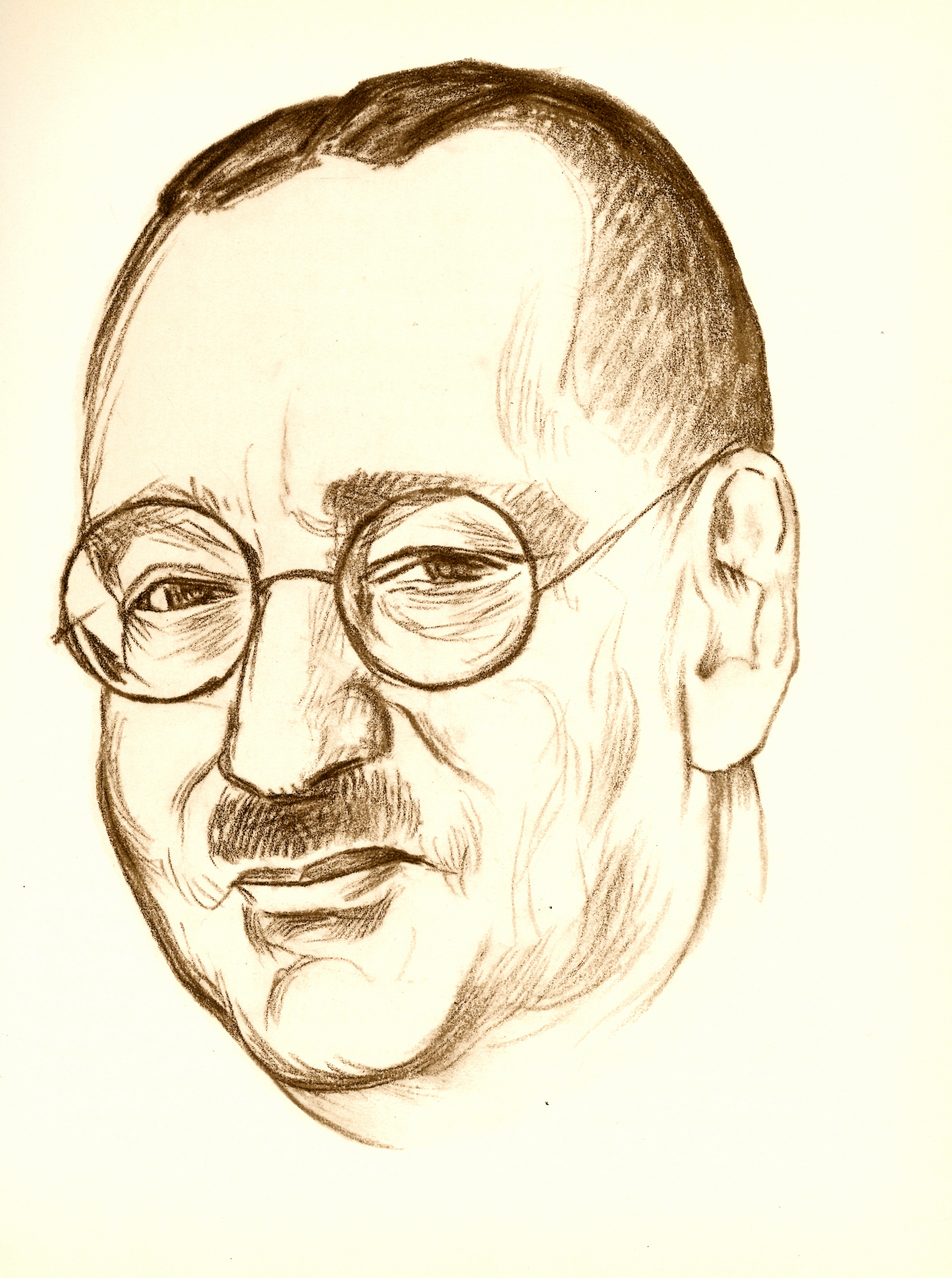
„Dr.-Ing. E. H., Dr. phil. Max Buchner“;
Zeichnung von August Heitmüller, um 1928

Max Franz Christian Buchner (* 10. Juli 1866 in Bamberg; † 10. April 1934 in Mahlen (Eystrup)) war ein deutscher Chemiker und Wirtschaftsführer.

## Leben

### Familie
Buchner war das vierte von fünf Kindern des Verlagsbuchhändlers Carl Christian Buchner, dem Namensgeber des C. C. Buchner Verlags, einem Sohn des Buchhändlers Johann Lorenz Buchner und der Dorothea geborene Morg. Max Buchners Mutter war Elise, Tochter des Sanitätsrats Johann Baptist Seilböck und der Ludovika Gräfin von Berghe zu Trips.
Max Buchner heiratete 1888 Sophie, geborene Rottenhöfer, mit der er fünf Töchter hatte, darunter Irma, die den Chemiker Wilhelm Eduard Bachmann heiratete.

### Werdegang
Nach dem plötzlichen Tod seines Vaters im Jahr 1886 übernahm Max Buchner zunächst das Unternehmen gemeinsam mit seinem Bruder Fritz (1858–1909) und konnte so erst ab 1892 Chemie studieren. Er studierte an der Technischen Universität München und an der Universität Würzburg, an der er 1898 bei Arthur Hantzsch in Elektrochemie promoviert wurde. Danach war er bei C. F. Boehringer und Söhne in Mannheim (ab 1898 als Abteilungsvorstand), von 1912 bis 1917 freiberuflicher Gutachter und Unternehmensberater (und ab 1913 Inhaber von Dr. Dittrichs Chemischem Laboratorium in Heidelberg).
Schon in jungen Jahren hatte sich Max Buchner die Achtung der Fachwelt errungen: In Süddeutschland hatte er das künstliche Korund erfunden, wurde auch mit seinen Arbeiten zu elektrochemischen Themen bekannt.
1917 – mitten im Ersten Weltkrieg – ging Buchner nach Hannover, wo er zunächst als leitender Chemiker, als „Laboratoriumsvorstand“ bei Riedel de Haen in Seelze. Noch während des Krieges begann er mit der Ausarbeitung des Alaton-Verfahrens zur Gewinnung von Aluminium aus inländischen Tonerden. Später entwickelte er das Kiflu-Verfahren „[…] zur Gewinnung von Soda und Ätznatron auf dem Wege über die Fluorchemie“. Bald wurde Buchner technischer Direktor bei Riedel de Häen.
Ab 1918 war Buchner Mitgründer der Fachgruppe chemisches Apparatewesen im Verein Deutscher Chemiker.
1920 gründete Bunsen die Ausstellung für chemisches Apparatewesen, die Achema, die zuerst in Hannover stattfand und ein großer Erfolg wurde, so dass 1926 auf Initiative von Buchner die DECHEMA gegründet wurde.
Unterdessen hatte Buchner ab 1922, als die Riedel de Häen in eine Aktiengesellschaft umgewandelt worden war, einen Posten im Vorstand der AG übernommen, den er bis 1934 beibehielt.
Ende der 1920er Jahre war Max Buchner zudem ehrenamtlicher Vorsitzender der von ihm gegründeten DECHEMA, gehörte zum Vorstand des Vereins Deutscher Chemiker, saß im Präsidium des Deutschen Normenausschusses und bekleidete – als Nachfolger von Henry Theodor von Böttinger – das Amt des Schatzmeister der Deutschen Bunsen-Gesellschaft.

## Ehrungen
- Aufgrund seiner Verdienste um die Förderung des chemischen Apparatewesens wurde Max Buchner 1927 zum Ehrendoktor, zum Dr.-Ing. e. h. der Technischen Hochschule Karlsruhe promoviert.[4]
- Buchner wurde mit der Verleihung der „Liebigmedaille“ ausgezeichnet.[3]
- 1931 erhielt Buchner die erste Achema-Denkmünze.

## Büsten
Mitte der 1950 existierten drei durch den Bildhauer Georg Hartje geschaffene Büsten Buchners, je eine im Besitz von Luise Jancke-Buchner, von „[…] Frau Dr. D. Dautzenberg-Buchner“ sowie der DECHEMA in Frankfurt am Main.

## Schriften (Auswahl)
Buchners vielfache Erfindungen sind in zahlreichen Patenten niedergelegt. Neben zahlreichen Aufsätzen in Fachzeitschriften veröffentlichte er zudem unter anderem:
- Über Stärke und Salzbildung von Nitraminen und Isonitraminen, sowie Säureamiden, Dissertation an der Universität Würzburg, 1899
- Denkschrift über die Ziele und Aufgaben der Fachgruppe für chemisches Apparatewesen, 1920
- (Hrsg.): Aus Wissenschaft und Antiquariat. Festschrift zum 50jährigen Bestehen der Buchhandlung Gustav Fock, Leipzig 1929